# Fort de Belrupt
Le fort de Belrupt, appelée au début la redoute de Belrupt et brièvement le fort Corda, est une fortification faisant partie de la place forte de Verdun, situé à l'est de la commune de Belrupt-en-Verdunois, à 350 mètres d'altitude, dans la Meuse.

## Historique
Construite entre 1875 et 1877 (une des six « redoutes dites de la panique ») à l'est de la ville de Verdun, la redoute a ensuite été intégrée aux ceintures de forts, mais sans être modernisée (pas de béton ni de cuirassement). En 1914, le fort, dans la ceinture intérieure de la place forte, n'a que le rôle d'une simple batterie d'artillerie, désarmée à la fin 1915. Pendant la bataille de Verdun, ses souterrains servent au repos des troupes de passage et de poste de commandement.
Par le décret du 21 janvier 1887, le ministre de la Guerre Georges Boulanger renomme tous les forts, batteries et casernes avec les noms d'anciens chefs militaires. Pour le fort de Belrupt, son « nom Boulanger » est en référence à Joseph Corda, né à Belrupt le 26 novembre 1773 et décédé le 16 novembre 1843 ; général de brigade le 6 novembre 1810 et baron d'Empire le 7 juin 1808, il fit sa carrière dans l'artillerie et participa notamment aux sièges de Luxembourg, d'Ehernbreitstein et de Dantzig. Le nouveau nom est gravé au fronton de l'entrée. Dès le 13 octobre 1887, le successeur de Boulanger au ministère, Théophile Ferron, abroge le décret. Le fort reprend officiellement son nom précédent, tout en gardant le nom Boulanger à son fronton.

## Caractéristiques
Le fort est aménagé à 347 m d'altitude, dominant la route d'Étain (actuelle D603, qui passe au nord) et la route de Metz (ex nationale 3, actuelle D903, qui passe au sud).
C'est un fort Séré de Rivières de première génération, prévu pour une garnison de 298 hommes et 24 pièces d'artillerie, avec une forme pentagonale à gorge rentrante. La défense des fossés était assurée par une caponnière double au saillant II et deux ailerons aux saillant III et VI. L'entrée, devancée sur le glacis par un ravelin, s'ouvre en fond de fossé au centre d'une profonde courtine. Le fond de cette courtine est occupé par quatre travées sur deux niveaux du casernement, soit un rez-de-chaussée et un sous-sol. Pour assurer l'éclairage du sous-sol, un étroit fossé court tout le long de cette courtine, elle-même défendue par de petits coffres latéraux. Ces coffres ne peuvent en aucun cas défendre le fossé de gorge et cette mission ne pouvait être confiée qu'à des pièces à ciel ouvert tirant à barbette depuis les flancs de la courtine. Au centre de la courtine, séparant donc les chambrées du rez-de-chaussée en deux groupes de deux, le porche de l'entrée était pourvu d'un pont-levis à bascule en dessous. Ces chambrées du rez-de-chaussée étaient dûment crénelées pour, au besoin, contribuer à la défense. On pouvait aller d'une chambrée à l'autre, outre via le couloir de circulation sur leur arrière, par un percement au centre de chacun des piédroits. Le tunnel de l'entrée débouche dans une cour étroite, en puits de lumière, disposée parallèlement à la gorge. Huit magasins longent cette cour en deux lignes de quatre. La capitale se prolonge jusque peu en arrière du saillant III où une seconde cour, disposée de même manière, comprenait trois petits magasins à l'épreuve et des latrines. Le fort ne contient pas de magasin à poudre tel qu'on se le représente. Ce rôle était repris par deux petits locaux donnant dans les deux passages enracinés de la partie droite du fort.
Les pièces d'artillerie étaient disposées à l'air libre, le personnel pouvant s'abriter en cas de bombardement dans dix traverses-abris. La protection rapprochée s'appuie sur un large fossé, défendu par trois caponnières (une double et deux simples). Le cœur du fort est occupé par le casernement. Toutes les constructions sont en maçonnerie, recouvertes de terre.

## État actuel
Déclassé par l'Armée et appartenant désormais à la commune, le fort est utilisé par une association de paintball.

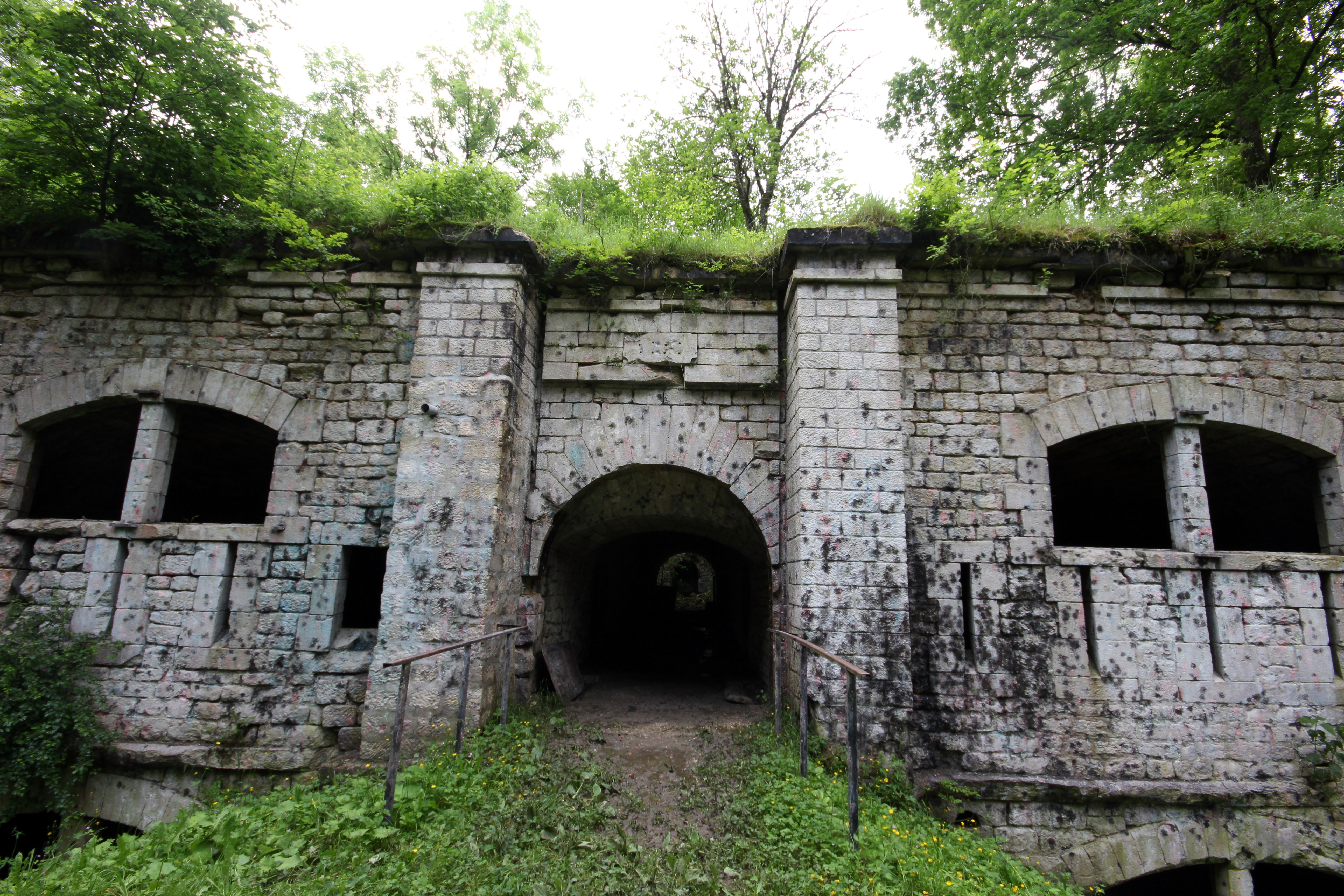
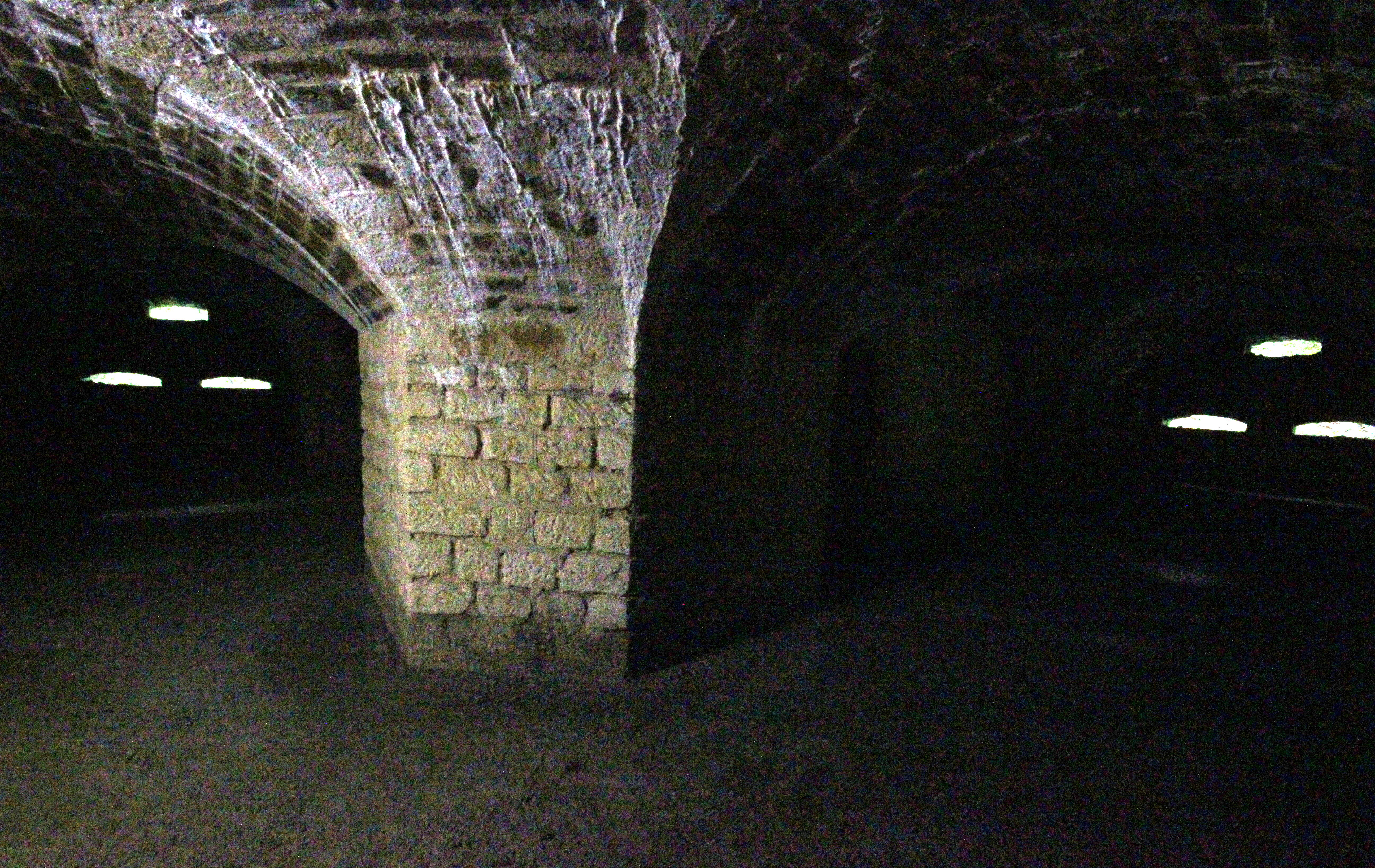
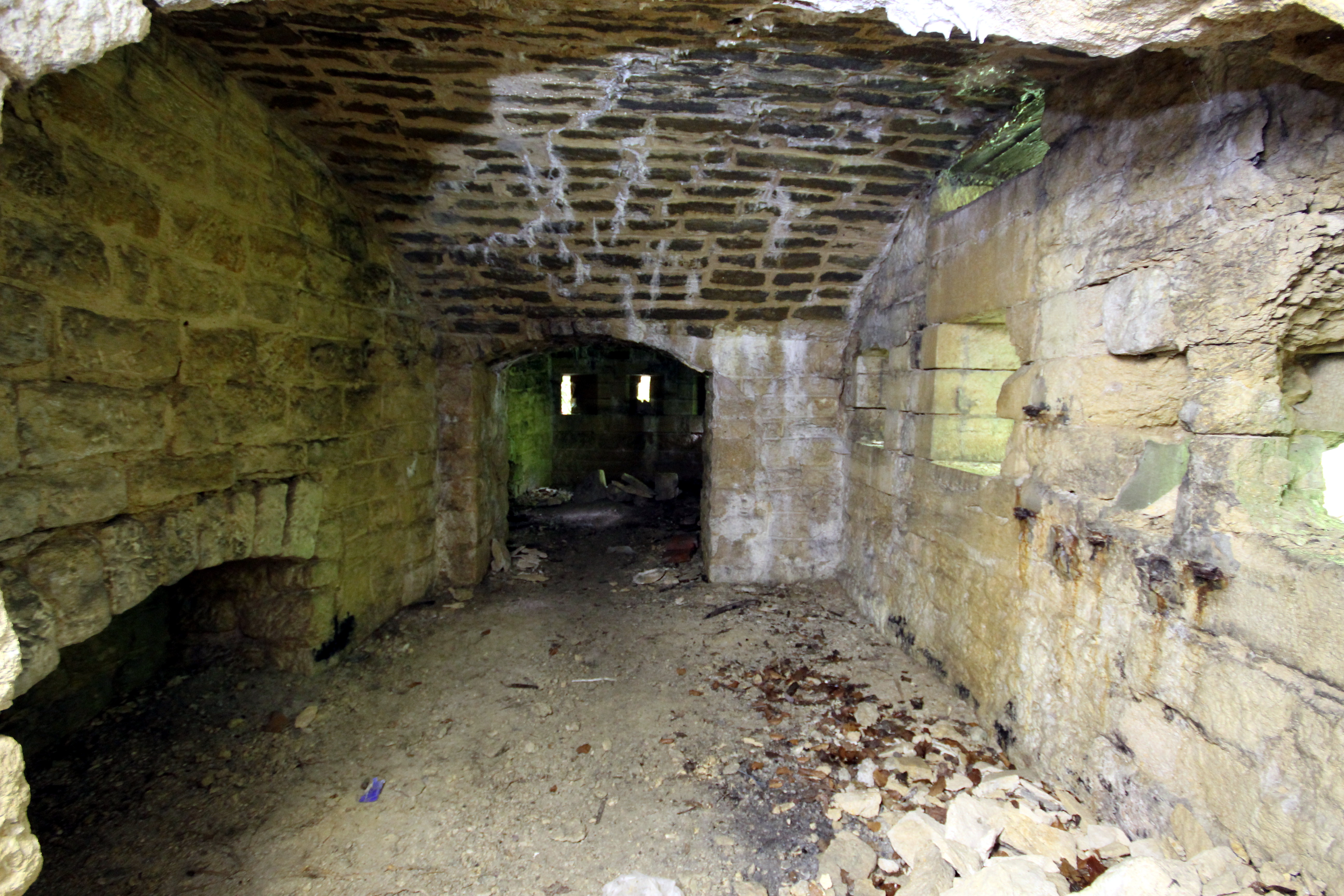